# توماس هيل وليامز
توماس هيل وليامز (بالإنجليزية: Thomas Hill Williams)‏ (و. 1780 – 1840 م)هو سياسي، ومحامي من الولايات المتحدة الأمريكية . ولد في كارولاينا الشمالية . تولى منصب عضو مجلس الشيوخ الأمريكي .
وهو عضو في الحزب الجمهوري الديمقراطي، الحزب الديمقراطي الأمريكي .